# Marc Dutroux
Marc Dutroux (ur. 6 listopada 1956 w Ixelles) – belgijski seryjny morderca i pedofil zwany Potworem z Charleroi. Porwał, zgwałcił i zamordował cztery dziewczynki. Dwie ośmioletnie dziewczynki, które zostały przez niego uprowadzone zmarły z głodu, gdy Dutroux przebywał w więzieniu. Sprawa Dutroux była na tyle znana, że ponad jedna trzecia Belgów o tym nazwisku postanowiła je zmienić w okresie 1996–1998.

## Życiorys
Urodzony 6 listopada 1956, Dutroux był najstarszym z pięciorga dzieci. Jego rodzicami było dwoje nauczycieli. W 1971 rodzice rozwiedli się, a Dutroux pozostał z matką. Ożenił się w wieku 22 lat i był ojcem dwojga dzieci, w 1983 jego małżeństwo zakończyło się rozwodem. Jako bezrobotny elektryk Dutroux miał na swoim koncie wiele przestępstw, w tym kradzieże samochodów, napady i handel narkotykami.
W lutym 1986 Dutroux i jego ówczesna towarzyszka Michelle Martin zostali aresztowani i oskarżeni o porwanie i zgwałcenie pięciu młodych dziewcząt. W kwietniu 1989 został skazany na trzynaście lat więzienia. W zakładzie karnym spędził tylko trzy lata, został zwolniony za dobre sprawowanie. Po zwolnieniu Dutroux przekonał psychiatrę, że jest chory umysłowo, dzięki czemu otrzymał rentę państwową. Dodatkowo lekarz przepisał mu kilka rodzajów środków nasennych i uspokajających, które później wykorzystywał podczas porwań.
Kradzieże samochodów, handel narkotykami, napady i inne brutalne przestępstwa przyniosły Dutroux wystarczającą ilość pieniędzy, aby mógł żyć dostatnio. Posiadał siedem małych domków, trzy z nich były miejscami, w których torturował porwane dziewczyny. On sam mieszkał głównie w domu w dzielnicy Marcinelle, w Charleroi, gdzie zbudował pomieszczenia w piwnicy ukryte za masywnymi betonowymi drzwiami.

## Proces
Został oskarżony o porwanie, torturowanie i wykorzystywanie seksualne sześciu dziewcząt w latach 1995–1996. Ofiary były w wieku od 8 do 19 lat. Spośród poszkodowanych cztery zostały zamordowane. Dutroux został również oskarżony o zamordowanie swojego wspólnika Bernarda Weinsteina, którego torturował i pogrzebał żywcem. Obecnie Marc Dutroux, skazany na dożywocie, przebywa w więzieniu. Jego głośny proces sądowy odbył się w 2004. Podczas rozpraw dochodziło do wielu niejasności, co wywołało skandal i przyczyniło się do reformy belgijskiego wymiaru sprawiedliwości.

## Ofiary Dutroux
| Lp. | Ofiara            | Wiek | Data              |
| --- | ----------------- | ---- | ----------------- |
| 1.  | Julie Lejeune     | 8    | 24 czerwca 1995   |
| 2.  | Mélissa Russo     | 8    | 24 czerwca 1995   |
| 3.  | Eefje Lambrecks   | 19   | 23 sierpnia 1995  |
| 4.  | An Marchal        | 17   | 23 sierpnia 1995  |
| 5.  | Bernard Weinstein | 44   | 13 listopada 1995 |